# Horodovîci, Starîi Sambir
Horodovîci (în ucraineană Городовичі) este un sat în comuna Slohîni din raionul Starîi Sambir, regiunea Liov, Ucraina.

## Demografie
Componența lingvistică a localității Horodovîci
     Ucraineană (99,49%)
     Alte limbi (0,26%)
Conform recensământului din 2001, majoritatea populației localității Horodovîci era vorbitoare de ucraineană (99,49%), existând în minoritate și vorbitori de alte limbi.